# Clidemia imparilis
Clidemia imparilis är en tvåhjärtbladig växtart som beskrevs av John Julius Wurdack. Clidemia imparilis ingår i släktet Clidemia och familjen Melastomataceae. IUCN kategoriserar arten globalt som sårbar.
Artens utbredningsområde är Ecuador. Inga underarter finns listade i Catalogue of Life.